# Arnol'd Bel'gardt
Arnol'd Arturovič Bel'gardt (in russo Арнольд Артурович Бельгардт?; Leningrado, 29 gennaio 1937 – San Pietroburgo, 26 febbraio 2015) è stato un pistard sovietico, dal 1991 russo.

## Palmarès

### Olimpiadi
- 1 medaglia:
  - 1 bronzo (Roma 1960 nell'inseguimento a squadre)

### Mondiali
- 3 medaglie:
  - 1 oro (Rocourt 1963 nell'inseguimento a squadre)
  - 2 bronzi (Milano 1962 nell'inseguimento a squadre; Parigi 1964 nell'inseguimento a squadre)